# Wetersko
Wetersko (mac. Ветерско) – wieś w środkowej Macedonii Północnej, w gminie Wełes. W 2002 roku liczyła 9 mieszkańców.

położenie wsi na mapie gminy

Według danych ze spisu powszechnego przeprowadzonego w 2002 roku, Wetersko zamieszkiwało 9 osób deklarujących następującą narodowość: 
- Macedończycy – 9 (100%)